# 美丽金丝桃
美丽金丝桃（学名：Hypericum bellum）为藤黄科金丝桃属下的一个种。

## 扩展阅读
- 維基物種上的相關：美丽金丝桃